# Marcus Antonius Orator
Marcus Antonius Orator (lateinisch „der Redner“; * 143 v. Chr.; † 87 v. Chr.) war ein römischer Politiker aus der Familie der Antonier und einer der hervorragendsten Redner seiner Zeit.
Er begann seinen cursus honorum als Quästor im Jahr 113 v. Chr. und wurde 102 v. Chr. zum Prätor mit prokonsularischen Vollmachten für die Provinz Kilikien gewählt. Während seiner Amtszeit im Osten bekämpfte Antonius die Piraten vordergründig mit so großem Erfolg, dass der Senat ihm im Herbst 100 v. Chr. einen Triumphzug gewährte. Im Jahr 99 v. Chr. wurde er gemeinsam mit Aulus Postumius Albinus zum Konsul gewählt, im Jahr 97 v. Chr. wurde er Zensor. Während der Auseinandersetzung zwischen Gaius Marius und  Sulla unterstützte Marcus Antonius Letzteren. Seine Parteinahme kostete ihn das Leben, da er von Marius und Lucius Cornelius Cinna getötet wurde, als diese im Jahr 87 v. Chr. Rom besetzten.
Neben seiner politischen Karriere trat er vor römischen Gerichtshöfen als vermittelnder Verteidiger oder Ankläger auf. Sein Ruf als eloquenter Redner hielt bis in die Zeit Ciceros, der Antonius als Protagonisten seines großen Dialogs De oratore (Über den Redner) auftreten lässt. Dennoch blieb keine der Reden des Antonius erhalten.
Marcus Antonius Orator hatte eine Tochter Antonia sowie zwei Söhne, Marcus Antonius Creticus und Gaius Antonius Hybrida. Creticus war der Vater des Generals und Triumvirn Marcus Antonius.